# الفرقة الأمنية 207 (الفيرماخت)
فرقة المشاة 207 (بالألمانية: 207. Infanterie-Division) تأسست في أغسطس 1939، وعملت كوحدة حرس حدود أثناء غزو بولندا كجزء من الجيش الرابع تحت مجموعة الجيوش الشمالية. في مايو 1940 أثناء غزو هولندا هاجمت خط Grebbe وكانت جزءًا من الجيش الثامن عشر. في يونيو 1940 تم نقلها إلى الجيش الإحتياطي للقيادة العليا للجيوش الألمانية. في يوليو تم نقلها إلى بوميرانيا، وفي أغسطس تم حلها واستخدمت عناصرها لإنشاء ثلاثة فرق أمنية: 207 و281 و285، استعدادًا لعملية بربروسا، غزو الاتحاد السوفياتي.
تبعت الفرقة الأمنبة 285 للمنطقة الخلفية لمجموعة الجيوش الشمالية حتى نوفمبر 1944، عندما تم حلها.

## القادة
- جينيرال لوتنانت Karl von Tiedemann (مارس 1941)
- جينيرال لوتنانت Erich Hofmann (يناير 1943)
- جينيرال لوتنانت Bogislav Graf von Schwerin، (نوفمبر 1943)
- اللواء مارتين بيرغ (سبتمبر 1944)